# 청룡 (위)
청룡(靑龍)은 중국 조위(曹魏) 명제(明帝)의 두 번째 연호이다. 233년 2월에서 237년 2월까지 4년 1개월 동안 사용하였다. 233년 1월에 마피(摩陂)의 우물 가운데에서 청룡이 발견된 것을 계기로 개원하였다.
같은 시기에 사용된 다른 연호로는 촉한(蜀漢)에서 사용한 건흥(建興 : 223년 ~ 237년), 오(吳)에서 사용한 가화(嘉禾 : 232년 ~ 238년)가 있다.

## 개원
태화(太和) 7년 2월 6일(233년 3월 4일)에 연호를 청룡(靑龍)으로 개원함.

## 연대대조표
| 청룡                | 원년            | 2년        | 3년        | 4년        | 5년        |
| 서력                | 233년           | 234년      | 235년      | 236년      | 237년      |
| 육십간지 (六十干支) | 계축(癸丑)      | 갑인(甲寅) | 을묘(乙卯) | 병진(丙辰) | 정사(丁巳) |
| 촉한 (蜀漢)         | 건흥(建興) 11년 | 12년       | 13년       | 14년       | 15년       |
| 오(吳)              | 가화(嘉禾) 2년  | 3년        | 4년        | 5년        | 6년        |

## 삭일(1일)
| 청룡 원년 (233년) | 1월             | 2월             | 3월             | 4월             | 5월             | 윤5월           | 6월             | 7월             | 8월             | 9월             | 10월            | 11월            | 12월            |
| ----------------- | --------------- | --------------- | --------------- | --------------- | --------------- | --------------- | --------------- | --------------- | --------------- | --------------- | --------------- | --------------- | --------------- |
| 삭일(음력)        | 임술일 (壬戌日) | 임진일 (壬辰日) | 임술일 (壬戌日) | 신묘일 (辛卯日) | 신유일 (辛酉日) | 경인일 (庚寅日) | 경신일 (庚申日) | 기축일 (己丑日) | 기미일 (己未日) | 무자일 (戊子日) | 무오일 (戊午日) | 정해일 (丁亥日) | 정사일 (丁巳日) |
| 율리우스력        | 233년 1월 28일  | 2월 27일        | 3월 29일        | 4월 27일        | 5월 27일        | 6월 25일        | 7월 25일        | 8월 23일        | 9월 22일        | 10월 21일       | 11월 20일       | 12월 19일       | 234년 1월 18일  |
| 청룡 2년 (234년)  | 1월             | 2월             | 3월             | 4월             | 5월             | 6월             | 7월             | 8월             | 9월             | 10월            | 11월            | 12월            |                 |
| 삭일(음력)        | 병술일 (丙戌日) | 병진일 (丙辰日) | 을유일 (乙酉日) | 을묘일 (乙卯日) | 을유일 (乙酉日) | 갑인일 (甲寅日) | 갑신일 (甲申日) | 계축일 (癸丑日) | 계미일 (癸未日) | 임자일 (壬子日) | 임오일 (壬午日) | 신해일 (辛亥日) |                 |
| 율리우스력        | 234년 2월 16일  | 3월 18일        | 4월 16일        | 5월 16일        | 6월 15일        | 7월 14일        | 8월 13일        | 9월 11일        | 10월 11일       | 11월 9일        | 12월 9일        | 235년 1월 7일   |                 |
| 청룡 3년 (235년)  | 1월             | 2월             | 3월             | 4월             | 5월             | 6월             | 7월             | 8월             | 9월             | 10월            | 11월            | 12월            |                 |
| 삭일(음력)        | 신사일 (辛巳日) | 경술일 (庚戌日) | 경진일 (庚辰日) | 기유일 (己酉日) | 기묘일 (己卯日) | 무신일 (戊申日) | 무인일 (戊寅日) | 정미일 (丁未日) | 정축일 (丁丑日) | 정미일 (丁未日) | 병자일 (丙子日) | 병오일 (丙午日) |                 |
| 율리우스력        | 235년 2월 6일   | 3월 7일         | 4월 6일         | 5월 5일         | 6월 4일         | 7월 3일         | 8월 2일         | 8월 31일        | 9월 30일        | 10월 30일       | 11월 28일       | 12월 28일       |                 |
| 청룡 4년 (236년)  | 1월             | 윤1월           | 2월             | 3월             | 4월             | 5월             | 6월             | 7월             | 8월             | 9월             | 10월            | 11월            | 12월            |
| 삭일(음력)        | 을해일 (乙亥日) | 을사일 (乙巳日) | 갑술일 (甲戌日) | 갑진일 (甲辰日) | 계유일 (癸酉日) | 계묘일 (癸卯日) | 임신일 (壬申日) | 임인일 (壬寅日) | 신미일 (辛未日) | 신축일 (辛丑日) | 경오일 (庚午日) | 경자일 (庚子日) | 경오일 (庚午日) |
| 율리우스력        | 236년 1월 26일  | 2월 25일        | 3월 25일        | 4월 24일        | 5월 23일        | 6월 22일        | 7월 21일        | 8월 20일        | 9월 18일        | 10월 18일       | 11월 16일       | 12월 16일       | 237년 1월 15일  |
| 청룡 5년 (237년)  | 1월             | 2월             | 3월             | 4월             | 5월             | 6월             | 7월             | 8월             | 9월             | 10월            | 11월            | 12월            |                 |
| 삭일(음력)        | 기해일 (己亥日) | 무진일 (戊辰日) | 정유일 (丁酉日) | 정묘일 (丁卯日) | 정유일 (丁酉日) | 병인일 (丙寅日) | 병신일 (丙申日) | 을축일 (乙丑日) | 을미일 (乙未日) | 갑자일 (甲子日) | 갑오일 (甲午日) | 계해일 (癸亥日) |                 |
| 율리우스력        | 237년 2월 13일  | 3월 14일        | 4월 12일        | 5월 12일        | 6월 11일        | 7월 10일        | 8월 9일         | 9월 7일         | 10월 7일        | 11월 5일        | 12월 5일        | 238년 1월 3일   |                 |

## 같이 보기
- 다른 왕조의 같은 연호
  - 후조(後趙) 청룡(350년)
  - 후연(後燕) 청룡(398년)

- 중국의 연호